# Monastero di Valamo
Il monastero di Valamo (Valamon luostari in finlandese, Valamo kloster in svedese) è un monastero ortodosso finlandese (appartenente alla Chiesa ortodossa finlandese), situato nel comune di Heinävesi nel Savo meridionale.
La sua storia risale al XII secolo, quando l'originale monastero fu costruito nell'isola di Valamo sul Lago Ladoga, in Carelia, nell'attuale Russia. Durante la guerra d'inverno questo territorio, allora appartenente alla Finlandia, venne occupato dall'Armata Rossa. I monaci si trasferirono quindi più a ovest, trasportando anche i tesori contenuti nel vecchio monastero. Questi tesori si trovano nel nuovo monastero, mentre altri si trovano nella città di Kuopio.
Le due chiese del monastero presentano alcune icone di valore inestimabile. La chiesa nuova è stata ultimata nel 1977, mentre quella vecchia venne costruita nel 1940.
Il monastero si è notevolmente ingrandito nel corso degli ultimi decenni, in parte anche a causa dell'aumento del turismo, che è la sua principale fonte d'entrate.
Presso il fiume sorge la piccola tsasouna (cappella) di San Nicola.
I monaci di Valamo producono un loro vino, ricavato da bacche come uva ursina, lamponi, fragole e more.